# Jean-François Regnard
Jean-François Regnard (7. februar 1655 i Paris – 4. september 1709 på slottet Grillon i grevskabet Dourdan) var en fransk lystspilforfatter. 
Regnard rejste i en ung alder til Italien, hvor han hengav sig til sin spillelidenskab og forelskede sig i en gift provençalerinde, med hvem han vilde flygte til Frankrig; undervejs togs de til fange af sørøvere, og Regnard solgtes som slave til Algier; først efter nogle års forløb slap de fri mod løsepenge. Just som han ville ægte sin elskede i den tro, at hendes mand var død, kom denne pludselig til syne, og Regnard gik af fortvivlelse ud på lange rejser i Norden, endog til Lapland og Ishavet. Først 1683 vendte han hjem. Sine eventyrlige oplevelser havde han skildret i La Provençale, hans omflakken affødte en række rejsebeskrivelser, deriblandt En Danemark et en Suède. Skiftevis i Paris og på sit slot Grillon førte han nu et oprømt liv, helliget muserne og den frie livsnydelse. 
Hans lystspil, hvoraf de betydeligste er på vers og i fem akter, regnedes for de bedste efter Molière. De har udelukkende til hensigt at vække og bevare latteren uden at ænse virkelighed eller sandsynlighed. Han tager med forkærlighed sit stof fra den fornemme verdens letsindige kredse: lykkejægere, spillefugle, spekulanter, snydere og forfløjne pigebørn er hans personer; med uudtømmeligt lune og i en løssluppen let og dog farvespillende dialog udstrør han sine tusind lystige påhit med den største naturlighed. Ikke få af hans Lystspil har holdt sig på repertoiret: Le joueur (1696), Le distrait (1697), Les folies amoureuses (1704), Les Ménechmes ou les jumeaux (1705, efter Plautus) og Le légataire universel (1708). Han skrev desuden også epistler, mindre digte og satirer. Hans værker er i nyere tid udgivne af Michaels (2 bind, 1855), Fournier (2 bind, 1874) og Moland (1893).